# Preissac
Pour les articles homonymes, voir Preissac (homonymie).
Preissac est une municipalité du Québec située dans la MRC d'Abitibi, dans la région administrative de Abitibi-Témiscamingue, au Québec, au Canada.

## Toponymie
Le nom de Preissac perpétue la mémoire d'un lieutenant du régiment de Berry, qui a servi sous Montcalm à Québec, lors de la guerre de Sept Ans,.

## Histoire
En 1906 eut lieu l'ouverture de la première mine de molybdénite.
En 1916 est fondé le canton de Preissac.
1934 voit l'arrivée des premiers colons lors du plan Vautrin.
En 1936 débute la construction de l'église St-Raphaël de Preissac.
Le 1er janvier 1979, le canton de Preissac devient la municipalité de Preissac.
En 1979, on ouvre la mine Bousquet,, en 1980, la mine Doyon et en 1988, la mine Dumagami (maintenant La Ronde), exploitée par Agnico-Eagle qui a sorti lors des années 1990 plus de la moitié de l'or québécois.

## Géographie
Preissac est à 30 km au sud-ouest d'Amos et à 50 km au nord-ouest de Malartic. Elle est traversée par la route 395.
La municipalité est pourvue d'un vaste réseau hydrologique couvrant une grande partie de son territoire. Le bassin versant du Lac Preissac est à la tête du bassin versant du St-Laurent et comprend pour affluent les Lac Chassignolle, Lac Fontbonne, Lac La Pause, Lac Cadillac et Lac Kapitagama. Le lac Preissac s'écoule au nord par la Rivière Kinojévis.

La géogénèse du territoire de Preissac remonte à 2,6 milliards d'années, lors de la formation la ceinture volcanique de l'Abitibi. Cette origine volcanique est encore bien visible au sud et au centre de la municipalité. Bien qu'érodé par les multiples périodes glaciaires traversées depuis sa formation, on y retrouvee un relief plus montagneux et rocailleux qu'au nord où on retrouve un relief plus valonneux parsemé de terres agricoles. L'activité minière se concentre particulièrement au sud de la municipalité, le long de la faille de Cadillac, mais quelques mines de molybdène ont été exploitées dans la montagne et au bord du Lac Preissac dans les années 1950 jusqu'à dans les années 1970. Il y eut aussi quelques mines de prospecteurs au début du XXe siècle le long de la rivière Kinojévis.

## Démographie
| 1991 | 1996 | 2001 | 2006 | 2011 | 2016 | 2021 |
| ---- | ---- | ---- | ---- | ---- | ---- | ---- |
| 529  | 619  | 684  | 726  | 786  | 835  | 914  |

## Administration
Les élections municipales se font en bloc pour le maire et les six conseillers.
| Preissac Maires depuis 2001                                                                                          |                   |                      |          |
| Élection | Maire             | Qualité              | Résultat |
| 2001 | Jean-Yves Gingras |                      | Voir     |
| 2005 | Jean-Yves Gingras | Voir                 |          |
| 2009 | Huguette Saucier  |                      | Voir     |
| 2013 | Stephan Lavoie    | Conseiller 2009-2013 | Voir     |
| 2017 | Stephan Lavoie    | Conseiller 2009-2013 | Voir     |
| juin 2020 | Nicole Poulin     | Pro-maire            | Voir     |
| oct. 2020 | Donald Rheault    | Syndicaliste         | Voir     |
| 2021 | Donald Rheault    | Syndicaliste         | Voir     |
| Élection partielle en italique Depuis 2005, les élections sont simultanées dans toutes les municipalités québécoises |                   |                      |          |